# Ernesto Geisel
Ernesto Geisel (Bento Gonçalves, 3 agosto 1908 – Rio de Janeiro, 12 settembre 1996) è stato un generale e politico brasiliano, oriundo tedesco. Fu presidente del Brasile e dittatore dal 15 marzo 1974 al 15 marzo 1979.

## Biografia
Generale dell'esercito, Geisel ricoprì dal 1964 vari incarichi nel governo.
Eletto presidente, avviò il processo di apertura politica che portò alla fine della dittatura militare brasiliana: compì alcune riforme costituzionali (sull'elezione dei governatori degli Stati federali), fissò la durata del mandato presidenziale a sei anni, ridusse gli organismi repressivi e la censura sulla stampa e sospese l'applicazione degli Atti Istituzionali promulgati dai militari.
Allo stesso tempo il regime militare cercò di non perdere terreno: la legge Falcão ridusse l'accesso dei candidati a radio e televisioni e nel 1977 l'elezione dei senatori fu modificata in modo da favorire il partito di governo ARENA (senatori bionici), ma nel 1979 fu definitivamente abolito l'Atto istituzionale n° 5/68.
Geisel designò quindi come proprio successore il generale João Baptista de Oliveira Figueiredo, affinché gestisse la transizione alla democrazia.
Dopo la presidenza, appoggiò la candidatura di Tancredo Neves nel 1985, ma il sostegno per quest'ultimo diminuì dopo aver trovato resistenza riguardo alla gestione dei militari. Sempre negli Anni '80 gestì la "Norquisa", un'impresa legata al settore petrolchimico. 
Morì per un tumore il 12 settembre 1996. Era sopravvissuto al figlio Orlando, morto nel 1957 in un disastro ferroviario. La vedova di Ernesto Geisel perì invece in seguito a un incidente stradale, nel 2000. L'ex presidente aveva anche una figlia.